# Вершинский, Дмитрий Степанович
Дми́трий Степа́нович Верши́нский (1798—1858) — протоиерей Русской православной церкви, философ, богослов, переводчик; профессор Санкт-Петербургской духовной академии.
Его старший брат — профессор А. С. Красносельский.

## Биография
Родился 14 (25) ноября 1798 года. В 1816 году окончил Тверскую духовную семинарию, в 1825 — Санкт-Петербургскую духовную академию 1-м магистром (то есть первым по успеваемости на своём курсе), получил звание бакалавра греческого языка. Оставлен при академии  и в 1826 году стал преподавать в классе философских наук.
В 1830 году был назначен ординарным профессором академии; преподавал философию и историю философии.
В 1833 году за труды по философии был избран в действительные члены Общества любителей российской словесности.
В 1835 году был назначен священником при Посольской церкви в Париже; в этом же году был возведён в сан протоиерея. В 1849 году по болезни, согласно прошению, был уволен за штат и вернулся в Санкт-Петербург.
Умер 9 (21) ноября 1858 года в Петербурге. Отпевание совершил архиепископ Казанский Афанасий (товарищ Вершинского по академии) в Князь-Владимирском соборе. Был погребён на Смоленском православном кладбище.

## Труды
- Разсуждение о постах, установленных церковию. — СПб.: В типографии Медицинскаго департамента Министерства внутренних дел, 1825. — 49 с.
- О галликанской церкви в настоящем устройстве ее. — СПб.: тип. К. Крайя, 1850. — 76 с.
- Месяцеслов православно-кафолической церкви. — СПб.: тип. Глазунова и К°, 1856. — VIII, 380 с. (церковно-историческое исследование, составленное на основании Acta Sanctorum, а также рукописей парижских библиотек; в русской литературе это был первый научный труд по этому предмету).
- «О вторичном призвании Симона Петра к апостольству: Иоан. XXI, 1-19» (опубл. не ранее 1858)

### Статьи
- О св. Арсении Великом // Христианское чтение. — 1821. Ч. II. — С. 171
- О препод. Никифоре Монахе // Христианское чтение. — 1825, ч. XIX. — С. 117
- О преп. Авве Дорофее // Христианское чтение. — 1826, ч. XXIV. — С. 3
- Превосходнейшее наследие, или бедный обогащенный // Христианское чтение. — 1826, ч. XXII. — С. 67
- О преп. Ниле // Христианское чтение. — 1826, ч. XXIV. — С. 121
- О преп. Феогносте // Христианское чтение. — 1826, ч. XXIII. — С. 129
- О Феолипте, митр. Филадельфийском // Христианское чтение. — 1826. ч. XXII. — С. 139
- О св. Иоанне Постнике // Христианское чтение. — 1826, ч. XXIV. — С. 237
- О св. Диадохе // Христианское чтение. — 1827, ч. XXVIII. — С. 3
- О Исихии Пресвитере // Христианское чтение. — 1827, ч. XXV. — С. 129
- О преп. Иоанне Карпатском // Христианское чтение. — 1827, ч. XXVI. — С. 133
- О Агапите Диаконе // Христианское чтение. — 1827, ч. XXVII. — С. 245
- О преп. авве Филимоне // Христианское чтение. — 1828, ч. XXXII. — С. 3
- Характер Иоанафана // Христианское чтение. — 1828, ч. XXXII. — С. 318
- Характер Мемфивосфея // Христианское чтение. — 1828, ч. XXXII. — С. 342
- Известнейшие и очевиднейшие способы обращения к христианству в течение первых веков церкви // Христианское чтение. — 1831, ч. XLIV. — С. 310
- Отрывки из истории апостольских времен // Христианское чтение. — 1832, ч. XLVI. — С. 368; ч. XLVII. — С. 365

### Переводные труды

#### Философские сочинения
- «Обозрение истории философии», Аст, Спб., 1831
- «Система логики», 2 ч., Бахман Ф., СПб ., 1831-32; 2 изд., 1833
- «Обозрение Пифагорейской философии», Риттер, СПб., 1832

#### Творения святых отцов
- Феолипта Филадельфийского — Девять глав // Христианское чтение, 1825, ч. XXII, с. 330
- Свт. Иоанна Златоустого — Беседа на слова — «Отец Мой доселе делает»… // -«-, 1826, ч. XXIV, с. 36
- Аввы Дорофея — Наставления // -»-, 1826, ч. XXIV, с. 6 и 159; 1827, ч. XXV, с. 58
- Св. Нила — Об осьми злых духах // -«-, 1826, ч. XXIV, с. 125
- Прп. Феогноста — Главы о деятельности // -»-, 1826, ч. XXIII, с. 131
- Феолипта Филадельфийского — Слово // -«-, 1826, ч. XXII, с. 141
- Иоанна Постника — Послание к деве о покаянии // -»-, 1826, ч. XXIV, с. 248
- Блж. Диадоха — Определения // -«-, 1827, ч. XXVIII, с. 6
- Блж. Диадоха — Слово подвижническое // -»-, 1827, ч. XXVIII, с. 8
- Св. Нила — О различных порочных помыслах // -«-, 1827, ч. XXVII, с. 43

Феофана Монаха — Лествица … // -»-, 1827, ч. XXVIII, с. 115
- Исихия Пресвитера к Феодулу слово о трезвении // -«-, 1827, ч. XXV, стр. 131
- Иоанна Карпатского — Сто утешительных глав и Слово подвижническое (доп. к 100 глав) // -»-, 1827, ч. XXVI, с. 134 и 236
- Св. Нила — Краткие мысли // -«-, 1827, ч. XXVII, стр. 168
- Письмо Василия Великого к Григорию Богослову о пустыннической жизни // -»-, 1827, ч. XXVII, с. 174
- Агапита Диакона — Увещательные слова // -«-, 1827, ч. XXVII, с. 248
- Св. Нила — Увещания и духовные мнения // -»-, 1827, ч. XXV, стр. 271
- Иоанна Дамаскина — О усопших в вере // -«-, 1827, ч. XXVI, с. 307
- Прп. Арсения Великого наставление и увещание // -»-, 1828, ч. XXXI, с. 250
- Св. Нила избранные письма — Зосиме, Филиппу и мн. др. // -«-, 1829, ч. XXXVI, с. 36
- Его же беседа о нравственных предметах // -»-, 1830, ч. XXXXIX, с. 146
- Его же учительное письмо о св. Троице // -"-, 1830, ч. XL, с. 3 Воспоминания о В. как профессоре см. в статье Р. С. «Петербургская духовная академия до графа Протасова» («Вестн. Европы», 1872 г., № 9, стр. 181 и сл.).

## Семья
- Елизавета (16.04.1837 — 21.12.1904), супруга протоиерея К. Т. Никольского.
- Наталия (16.03.1839 — 22.11.1872), супруга профессора И. В. Чельцова.
- София (03.02.1843—15.11.1904), супруга протоиерея Н. Г. Георгиевского (1831—?)[3]

## Рекомендуемая литература
- Петербургская духовная академия до графа Протасова // «Вестник Европы». — 1872. — № 9. — С. 181—182.
- Венгеров «Критико-биографический словарь русских писателей и ученых», «Исторический словарь». I. — С. 559; ПБЭ. Т. 3. — Стб. 318—319.